# Nébuleuse de vent de pulsar
Plérion

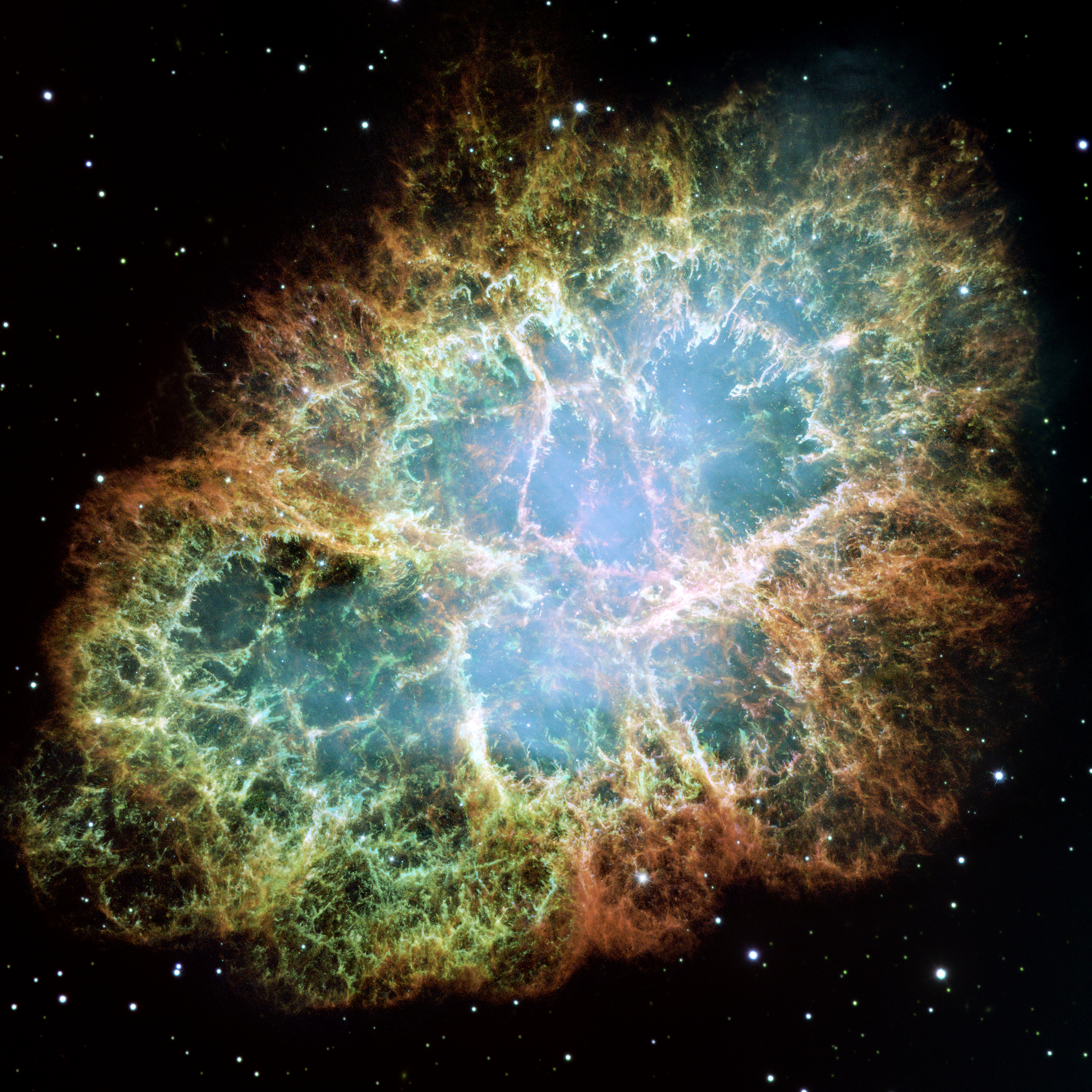
La nébuleuse du Crabe, vue ici par le télescope Hubble, est un exemple de plérion.

En astronomie, une nébuleuse de vent de pulsar, en abrégé PWN (de l'anglais pulsar wind nebula), ou un plérion, est un rémanent de supernova dont l'intensité décroît du centre au bord. On parle également de rémanent « plein ».

## Étymologie
« Nébuleuse de vent de pulsar » ou « nébuleuse à vent de pulsar »  est un calque de l'anglais pulsar wind nebula, souvent abrégé PWN. Le mot « plérion », tiré du grec πλήρης (plếrês, « plein ») a été proposé par Kurt Weiner (d) et Nino Panagia (d) en 1978.

## Caractéristiques physiques

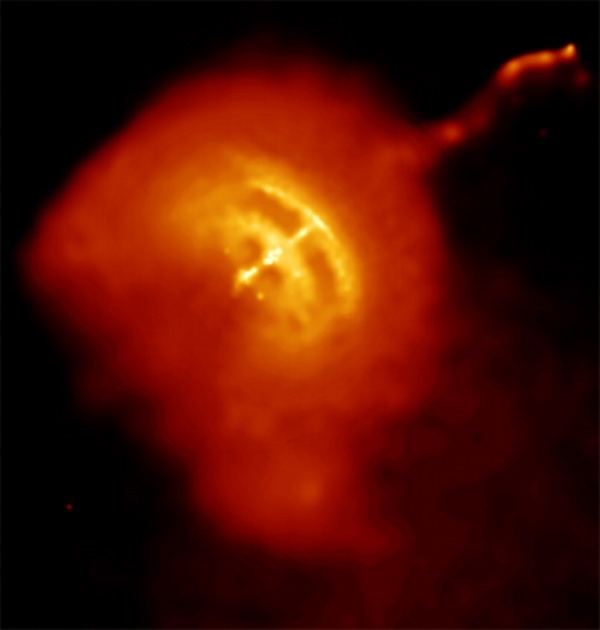
Le pulsar des Voiles (au centre) et le plérion qui l'entoure.

Contrairement aux rémanents de supernova « normaux », les PWN ne possèdent pas une structure semblable à celle d'une coquille. Ils sont constitués de particules modelées par les vents relativistes du pulsar central et possèdent généralement les caractéristiques suivantes :
1. Une luminosité décroissante du centre vers les bords,
2. Une étendue lumineuse moins grande dans le domaine des rayons X que dans le domaine des ondes radio et de la lumière visible,
3. Un indice spectral plat dans le domaine radio,
4. Une forte polarisation de leur lumière.

Les plérions seraient observables pendant environ 15 000 ans.

## Liste de PWN
La liste suivante est tirée en grande partie du Pulsar Wind Nebulae Catalog de l'Université McGill :
| Nom                           | Constellation     | Pulsar              |
| ----------------------------- | ----------------- | ------------------- |
| 3C 58 SN 1181                 | Cassiopée         | PSR J0205+6449      |
| G253.4-42.0                   |                   | PSR J0437-4715      |
| Nébuleuse du Crabe SN 1054    | Taureau           | PSR J0534+2200      |
| N 157B 30 Dor B               |                   | PSR J0537-6910      |
| N 158A B0540-69               |                   | PSR J0540-6919      |
| Geminga                       | Gémeaux           | PSR J0633+1746      |
| Vela X                        |                   | PSR J0835-4510      |
| B0906-49                      |                   | PSR J0908-4913      |
| 3EG J1013-5915                |                   | PSR J1016-5857      |
| B1046-58                      |                   | PSR J1048-5832      |
| G292.2-0.5                    |                   | PSR J1119-6127      |
| MSH 11-54                     |                   | PSR J1124-5916      |
| G308.8-0.1                    |                   | PSR J1341-6220      |
| Kookaburra                    |                   | PSR J1420-6048      |
| B1509-58 MSH 15-52            |                   | PSR J1513-5908      |
| B1643-43                      |                   | PSR J1646-4346      |
| B1706-44                      |                   | PSR J1709-4429      |
| Souris                        |                   | PSR J1747-2958      |
| Nébuleuse du Canard B1757-24  |                   | PSR J1801-2451      |
| SN 386 Nébuleuse de la Tortue | Scorpion          | PSR J1811-1925      |
| B1823-13                      |                   | PSR J1826-1334      |
| G21.5-0.9                     |                   | PSR J1833-1034      |
| Kesteven 75                   | Aigle             | PSR J1846-0258      |
| W44 3C 392                    |                   | PSR J1856+0113      |
| B1929+10                      |                   | PSR J1932+1059      |
| G54.1+0.3                     |                   | PSR J1930-1852      |
| CTB 80                        |                   | PSR J1952+3252      |
| B1957+20                      |                   | PSR J1959+2048      |
| GeV J2020+3658                |                   | PSR J2021+3651      |
| G10.9-45.4                    |                   | PSR J2124-3358      |
| 3EG J2227+6122                |                   | PSR J2229+6114      |
| B2224+65                      |                   | PSR J2225+6535      |
| HESS J1857+0263 (en)          | Aigle             | PSR J1856+0245 (en) |
| IGR J11014−6103 (en)          | Carène            |                     |
| G0.13-0.11                    |                   | non détecté         |
| G0.9+0.1                      |                   | non détecté         |
| GeV J1809-2327                |                   | non détecté         |
| G16.7+0.1                     |                   | non détecté         |
| GeV J1825-1310                |                   | non détecté         |
| G20.0-0.2                     |                   | non détecté         |
| G24.7+0.6                     |                   | non détecté         |
| G27.8+0.6                     |                   | non détecté         |
| 3C 396                        |                   | non détecté         |
| G63.7+1.1                     |                   | non détecté         |
| CTB 87                        |                   | non détecté         |
| CTA 1                         |                   | non détecté         |
| IC 443                        | Gémeaux           | non détecté         |
| B0453-685                     |                   | non détecté         |
| MSH 11-62                     |                   | non détecté         |
| G293.8+0.6                    |                   | non détecté         |
| G313.3+0.1                    |                   | non détecté         |
| G318.9+0.4                    |                   | non détecté         |
| G322.5-0.1                    |                   | non détecté         |
| MSH 15-56                     |                   | non détecté         |
| G327.1-1.1                    |                   | non détecté         |
| MSH 15-57                     |                   | non détecté         |
| RX J1856.5-3754               | Couronne australe | non détecté         |
| G359.89-0.08                  |                   | non détecté         |